# Váltózár
A váltózár a vasúti váltók lezárására szolgáló kulcsos zárszerkezet. A váltózár nagyon régóta a biztosítóberendezések részét képezi.

## A váltózárak feladata, célja
A váltózárak célja az illetéktelen váltóállítás megakadályozása. A váltózárkulcsok a biztosítóberendezés megfelelő kialakítása esetén alkalmasak a jelzők és váltók közötti szerkezeti függés megteremtésére. Ezen feltétel teljesülésével az adott szolgálati hely biztosítottá válhat.

## A váltózárak alkalmazása
A váltózárak szerkezeti elemeit nem csak a váltók lezárására használják, hanem más védelmi berendezések lezárására is. Ilyen például a vágányzáró-sorompó, a siklasztósaru, az útsorompó.

## A váltózár típusai, fajtái
A váltózárak típusait a zárakon található számokból lehet kikövetkeztetni. A váltózáraknak két fő fajtája lehet: a két kulcsnyílású és az egy kulcsnyílású váltózár. A két kulcsnyílású váltózár más néven az ellenőrző záras váltózár. A két kulcsnyílású váltózárnál a két kulcs a kallantyú különböző állásait rögzíti, míg az egy kulcsnyílású váltónál csak a kallantyú felső helyzetét rögzíti a kulcs.

## A váltózárkulcsok típusai
Két sorozatát alkalmazzák a váltózárkulcsoknak Magyarországon. Ezek csak abban különböznek, hogy a tollazatuk másik oldala ferde. A két sorozatot "A" és "B" betűvel jelölik. Sorozatonként 24 kombináció képezhető a tollazat pontos kialakításával.